# 벤슨 분
벤슨 제임스 분(영어: Benson James Boone, 2002년 6월 25일 ~ )은 미국의 가수이다.

## 수상 목록
- 2024년 멜론 뮤직어워즈 베스트 팝 아티스트상